# هواکیمیان
هواکیمیان (زبان ارمنی: Հովակիմյան), یکی از نام‌های خانوادگی رایج در میان ارمنیان می‌باشد.
- آشوت هواکیمیان،
- تاتئو هواکیمیان
- خاچیک هواکیمیان
- دیگرانوهی هواکیمیان،
- رایموند هواکیمیان،
- گاگیک هواکیمیان،
- هرایر هواکیمیان (محقق تئاتر)
- هرایر هواکیمیان
- واهاگن هواکیمیان
- میکائیل هواکیمیان